# Lelu (île)
Pour les articles homonymes, voir Lelu.
Lelu est une île des États fédérés de Micronésie situé dans l'océan Pacifique, à proximité immédiate des côtes de l'île de Kosrae, face à la ville de Tofol.
Administrativement, elle fait partie de la municipalité de Lelu dans l'État de Kosrae. L'île est reliée à celle de Kosrae par l'intermédiaire d'un pont. La moitié occidentale de Lelu présente peu de relief par rapport à la moitié orientale qui culmine à 109,7 mètres d'altitude au Finol Poro. L'île comptait 1 594 habitants en 1980 répartis dans l'ouest et la côte sud de l'île.
Ce qui rend cette île si célèbre c'est la présence de la cité en ruines de Lelu, jumelle de Nan Madol (située, elle, à Pohnpei).